# La biblioteca mágica de Bibbi Bokken
La biblioteca mágica de Bibbi Bokken (2001) es una novela del noruego Jostein Gaarder, autor de El mundo de Sofía, escrita en colaboración con Klaus Hagerup. Su título original es Bibbi Bokkens magiske bibliotek.

## Argumento
Nils y su prima Berit deciden continuar su contacto una vez que finalizan sus vacaciones de verano. Para ello, toman la idea de enviarse por correo un libro-diario en el que escribirán todo lo que les suceda.
Al ir a comprar el diario Nils se encuentra con una misteriosa mujer . Poco después, Berit se encuentra con esa mujer y lee una carta extraída de su bolso en la que se habla de un libro que todavía no se ha escrito. 
Estos encuentros con la misteriosa mujer, llamada Bibbi Bokken, despertarán la imaginación de los niños, que emprenderán un fascinante viaje por el mundo de los libros.
En este cuento Jostein Gaarder y Klaus Hagerup sitúan la acción en un fiordo de Noruega
por lo que habrá muchos lugares y personajes que resulten desconocidos para lectores extranjeros. No obstante, al meterse en la mente de dos niños que todavía no han llegado al instituto, La biblioteca mágica de Bibbi Bokken es un libro de fácil lectura que guiará al lector por el apasionante viaje de los pequeños entre los incunables y los libros aún no publicados.